# Fresia F10
Il Fresia F10, anche chiamato in ambito militare motocarrello MTC 80, era un piccolo carrello motorizzato prodotto dall'azienda italiana Fresia Spa ed in dotazione al corpo degli Alpini dell'Esercito Italiano.

## Storia

### Sviluppo
Negli anni settanta il Ministero della difesa espresse l'intenzione di valutare l'introduzione di un mezzo meccanico per dotare le proprie truppe da montagna, gli Alpini, nel trasporto di parti di artiglieria in sostituzione del trasporto ad uso animale.
La Fresia realizzò un prototipo, un semplice carrello ruotato e motorizzato che, valutato dalla commissione esaminatrice, venne approvato in via sperimentale con una commissione per 36 esemplari.

### Impiego operativo
Il veicolo veniva utilizzato dai reparti Alpini dell'Esercito italiano per il trasporto di parti di artiglieria da montagna, ad esempio l'obice Oto Melara 105/14 in sostituzione dei muli.

## Descrizione tecnica
Spesso viene fatta confusione tra i motocarrelli MTC 80 (cioè il Fresia F10) e MTC 90 (cioè il Fresia F18). Infatti su internet si trova in genere descrizione dell'ultimo modello F18 indicandolo erroneamente come MTC 80. Probabilmente nelle caserme si è continuato a chiamarlo per abitudine MTC 80, modello del resto piuttosto raro, che pochi hanno realmente utilizzato.
L'MTC 90/Fresia F18 venne introdotto nell'esercito all'inizio degli anni novanta, a seguito della radiazione dei 36 prototipi in uso precedentemente, cioè motocarrello MTC 80/Fresia F10, introdotto a inizi anni ottanta e radiato verso il 1988. L'MTC 80 è una versione di motocarrello leggermente più piccola, con volante e 4 ruote motrici e sterzanti, motore Briggs&Stratton 4 tempi monocilindrico (senza la barra poggiapiedi così pronunciata come sul successivo Fresia F18). Sostanzialmente nell'uso erano equivalenti, cioè semplicemente dei motocarrelli, e solo parzialmente sostituivano la funzione di trasporto dei muli.

## Utilizzatori

### Militari
Italia
- Esercito Italiano
  - Alpini

### Civili
Italia
- Croce Rossa Italiana
- Dipartimento della Protezione Civile